# 大阪理科短期大学
大阪理科短期大学（おおさかりかたんきだいがく）は、大阪府枚方市字阪275において1950年に設置される計画のあった日本の私立短期大学である。

## 概要
- 大阪府枚方市に設置する計画のあった日本の私立短期大学で、設置主体は財団法人大阪歯科大学[2]。他、以下の通りの情報がある。
- 冒頭で述べた本記事の短期大学が設置される予定のあった地と、当時既存だった旧制大阪歯科大学の所在地が表記上、同じであること[4][注 1]
- 旧制大阪歯科大学の大学予科を短期大学に改組する計画があったこと[5][6][7]。
- 大阪歯科大学を含めた４私立歯科大学の短大化をはかっていたいう記載もある[8]
- 設置学科が理科系（教養含む）大学であって、歯学とは関係ないとのことと本記事の短期大学名と関連する項目が一致している[9]。
- 実際、1949年2月より文部省[注 2]より短期大学を附属設置することにより予科教育を代替えさせてはどうかという案も出ていた[10]。
- 同年10月、同省に短期大学の設置認可に関する申請を執り行っていた実績が、戦後教育資料からも読み取れる[11][1]。
- しかし、結局のところは周囲の反対もあり実現できずに終わった

## 設置予定学科
- 化学科 入学定員120名[2]。ほか、理科系の学科を置く構想があったという記録もある[9]。